# Nikolaj Zelinski

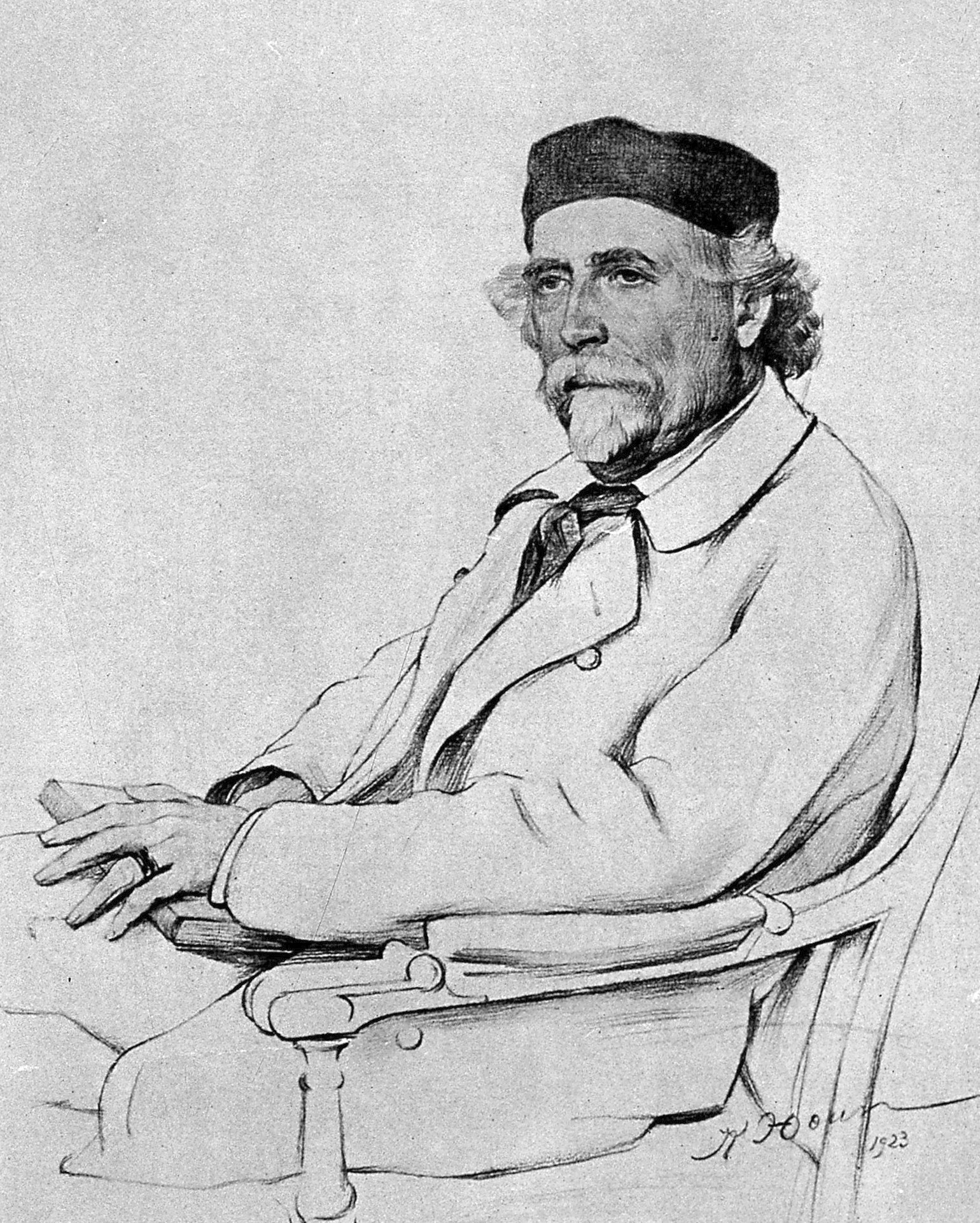
Nikolaj Zelinski in 1923

Nikolaj Dmitrievitsj Zelinski (Russisch: Никола́й Дми́триевич Зели́нский, Engelse transcriptie Nikolay Dimitrievich Zelinsky) (Tiraspol, 6 februari [O.S. 25 januari] 1861 – Moskou, 31 juli 1953) was een Russisch chemicus.
Zelinski studeerde aan de universiteit van Tiraspol, Universiteit van Odessa, Leipzig en Göttingen. Hij behaalde een master en een Ph.D aan de Universiteit van Novorossisk in 1888 en 1891. In 1893 werd hij professor aan de Universiteit van Moskou. Hij werkte vooral aan de studie van cyclokoolwaterstoffenen is bekend van de Hell-Volhard-Zelinsky halogenatie. Zelinski was ook de uitvinder van de eerste werkende actieve kool gasmasker in 1915.

## Eerbetoon
Hij kreeg volgende prijzen
- De Leninprijs in 1934
- Lenin orde in 1940, 1945 en 1946
- De Stalinprijs in 1942, 1946 en 1948

De krater Zelinskiy op de maan en het "Zelinski Instituut in Organische Chemie" zijn naar hem genoemd